# Quốc lộ 18
Quốc lộ 18, còn gọi là quốc lộ 18A, là tuyến đường dài 324 km đi qua 4 tỉnh, thành phố: Hà Nội, Bắc Ninh, Hải Dương và Quảng Ninh.

## Lộ trình
- Điểm đầu từ Hà Nội (giao cắt với Quốc lộ 2A , đường cao tốc Nội Bài – Lào Cai , AH14  gần Thạch Lỗi, gần Sân bay quốc tế Nội Bài).
- Điểm cuối: Cửa khẩu Quốc tế Móng Cái, TP. Móng Cái, tỉnh Quảng Ninh (giáp Trung Quốc).

Quốc lộ 18 đi qua 4 tỉnh và thành phố với các điểm giao cắt chính sau:
- Đường cao tốc Nội Bài – Lào Cai, Quốc lộ 2 (Km 0+000).
- Quốc lộ 3 (Nút giao Phù Lỗ) (Km 9+400).
- Đường cao tốc Hà Nội – Thái Nguyên (Km 18+950).
- Nút giao Khả Lễ (Km 33+000).
- Nút giao Đại Phức (Km 38+100).
- Nút giao Bình Than (Km 56+700).
- Quốc lộ 37 (Km 72).
- Ngã ba Bí Chợ (Quốc lộ 10) (Km 112+100).
- Nút giao Minh Khai (Đường cao tốc Hải Phòng – Móng Cái) (Km 137).
- Ngã tư Ao Cá (Quốc lộ 279) (Km 196).
- Ngã ba Quang Hanh (Quốc lộ 279) (Km 145).
- Ngã ba Yên Than (Quốc lộ 4B) (Km 232).
- Quốc lộ 18C (Km 235).
- Ngã ba Quảng Thành (Quốc lộ 18B) (Km 296).
- Cửa khẩu Quốc Tế Móng Cái (Km 324).

Dưới đây là danh sách địa phương có đường quốc lộ 18 chạy qua:
| Thứ tự | Tỉnh / Thành phố | Huyện / Thị xã / Thành phố | Chiều dài |
| ------ | ---------------- | -------------------------- | --------- |
| 1      | Hà Nội           | Sóc Sơn                    | 17 km     |
| 2      | Bắc Ninh         | Yên Phong                  | 11,5 km   |
| 2      | Bắc Ninh         | TP. Bắc Ninh               | 14,5 km   |
| 2      | Bắc Ninh         | Quế Võ                     | 17,9 km   |
| 3      | Hải Dương        | Chí Linh                   | 20 km     |
| 4      | Quảng Ninh       | Đông Triều                 | 28 km     |
| 4      | Quảng Ninh       | Uông Bí                    | 13,9 km   |
| 4      | Quảng Ninh       | Quảng Yên                  | 7,6 km    |
| 4      | Quảng Ninh       | Hạ Long                    | 34,7 km   |
| 4      | Quảng Ninh       | Cẩm Phả                    | 52,8 km   |
| 4      | Quảng Ninh       | Tiên Yên                   | 34,5 km   |
| 4      | Quảng Ninh       | Đầm Hà                     | 16,6 km   |
| 4      | Quảng Ninh       | Hải Hà                     | 27 km     |
| 4      | Quảng Ninh       | Móng Cái                   | 28 km     |
| Tổng   | 4 tỉnh thành     | 14 địa phương              | 324 km    |

## Tình trạng kỹ thuật
- Đoạn từ Nội Bài đến TP. Bắc Ninh (điểm đầu tại huyện Sóc Sơn, Hà Nội đến nút giao Khả Lễ, TP. Bắc Ninh) dài 31 km, có 4 làn xe, đi trùng với đường cao tốc Nội Bài – Hạ Long.
- Đoạn từ nút giao Khả Lễ đến nút giao Đại Phúc, TP. Bắc Ninh dài gần 4 km, đi trùng với đường Quốc lộ 1 .
- Đoạn từ thành phố Bắc Ninh đến TP. Uông Bí dài trên 70 km (điểm đầu từ nút giao Đại Phúc, TP. Bắc Ninh; điểm cuối tại ngã ba đường quốc lộ 10, TP. Uông Bí, Quảng Ninh quy mô gồm 2 làn xe, vận tốc thiết kế 40 – 80 km/h. Hoàn thành tháng 5 năm 1999. Ngày 14 tháng 5 năm 2014, dự án cải tạo, nâng cấp đường quốc lộ 18 đoạn Uông Bí – Bắc Ninh được khởi công (điểm đầu là ngã ba Quốc lộ 10, TP. Uông Bí đến cầu Phả Lại, Bắc Ninh), quy mô từ 2 - 4 làn xe, vận tốc thiết kế 40 – 80 km/h. Công trình được hoàn thành vào cuối năm 2017.
- Đoạn từ Ngã ba Quốc lộ 10, thành phố Uông Bí đến Hà Tu, thành phố Hạ Long, Quảng Ninh có chiều dài 49,5 km. Nền đường rộng 25 – 42 m, mặt đường 23 – 40 m thảm bê tông nhựa, 4 – 10 làn xe, tải trọng H30 – XB80, đạt tiêu chuẩn đường cấp 3 đồng bằng.
- Đoạn từ Đại Yên đến ngã ba Quốc lộ 10 dài 24,5 km, quy mô 4 làn xe, nền đường rộng 25 m. Đoạn này được nâng cấp, cải tạo vào năm 2011 và được đưa vào sử dụng vào năm 2014.
- Đoạn từ Đại Yên đến cầu Bãi Cháy dài gần 14 km, quy mô từ 6 – 10 làn xe, nền đường rộng 28 – 42 m, vận tốc thiết kế 40 – 80 km/h. Đoạn này được nâng cấp, cải tạo vào năm 2018 và được đưa vào sử dụng vào năm 2019.
- Đoạn từ cầu Bãi Cháy đến Hà Tu dài gần 11 km, quy mô từ 6 làn xe, nền đường rộng 28,25 m, vận tốc thiết kế 40 – 60 km/h. Đoạn này được nâng cấp, cải tạo vào năm 2018 và được đưa vào sử dụng vào năm 2019.
- Đoạn từ Hà Tu, thành phố Hạ Long đến Mông Dương, thành phố Cẩm Phả có chiều dài là 37 km, nền đường rộng 25 – 27 m, mặt đường 23 – 24 m thảm bê tông nhựa, quy mô 4 làn xe, vận tốc thiết kế 40 – 80 km/h, tải trọng H30 – XB80, đạt tiêu chuẩn đường cấp 3 đồng bằng. Đoạn này được nâng cấp, cải tạo vào năm 2015 và được đưa vào sử dụng vào năm 2017.
- Đoạn từ Mông Dương đến thị trấn Tiên Yên có chiều dài là 52 km, vận tốc thiết kế 40 – 80 km/h. Nền đường rộng 8m, mặt đường 7m. Mặt đường bằng bê tông nhựa.
- Đoạn từ thị trấn Tiên Yên đến thành phố Móng Cái, Quảng Ninh có chiều dài là 83 km (Tiên Yên đến Hải Hà dài 48 km, Hải Hà đến Móng Cái dài 35 km), vận tốc thiết kế 40 – 80 km/h, quy mô thiết kế 2 làn xe. Đường bám sát theo bờ biển. Nền đường rộng 8m, mặt đường 7m láng nhựa.

## Chi tiết tuyến đường

### Tổng chiều dài tuyến đường:
Quốc lộ 18 có tổng chiều dài tuyến đường là 324 km.

### Cầu trên tuyến:
Quốc lộ 18 có 107 cây cầu. Phần lớn là các cây cầu vượt sông, suối.

### Quy mô làn xe:
- Quy mô: từ 2 – 10 làn xe
- Nền đường rộng 8 – 42m

### Vận tốc thiết kế
- Vận tốc tối đa: 80 km/h (đối với xe ô tô, xe khách, xe vận chuyển)
- Vận tốc tối thiểu: 40 km/h (đối với xe máy, xe ô tô, xe khách, xe vận chuyển)

## Tham nhũng
Năm 2006, Vụ án "cọc tiêu lõi tre" tai tiếng trong dự án nâng cấp quốc lộ 18 đoạn Nội Bài - Bắc Ninh của PMU 18 do Công an huyện Yên Phong (Bắc Ninh) phát hiện. Vụ việc nghiêm trọng đến mức "dùng tay thử bẻ một miếng nền đường - một liên kết giữa hợp chất nhựa đường và đá dăm - thì thấy bở như miếng bánh xốp cho trẻ em." Cốt đường chỉ dày khoảng 5 đến 10 cm. Nền đường làm toàn bộ toàn cát đen, một vật liệu ngậm nước, có độ chịu lún kém hơn cát vàng. Trong khi đó, quy định ghi là nền đường được san bằng cát vàng. Thại thời điểm lúc đó, giá cát vàng tại địa phương là 54.000/m3, còn cát đen chỉ có 7.000đồng/m3.
Sau khi con đường hoàn thành, trẻ chăn trâu địa phương phá để lấy sắt. Tuy nhiên, khi nhổ cả 500 cọc tiêu, cột đường nhưng đều không có sắt vụn. Sau vụ án nhổ trộm cọc tiêu ven đường được công an huyện Tiên Du và Thuận Thành điều tra, số lượng cột không thấy mất đi cái nào nữa.
“ Đây có lẽ là một "sáng kiến" chưa từng có trong ngành giao thông vận tải của cả thế giới khi thay lõi thép bằng cọc tre để "tránh mất trộm" và "giảm" chi phí. ”— điều tra viên của công an huyện đã đưa ra một nhận xét   

## Hình ảnh

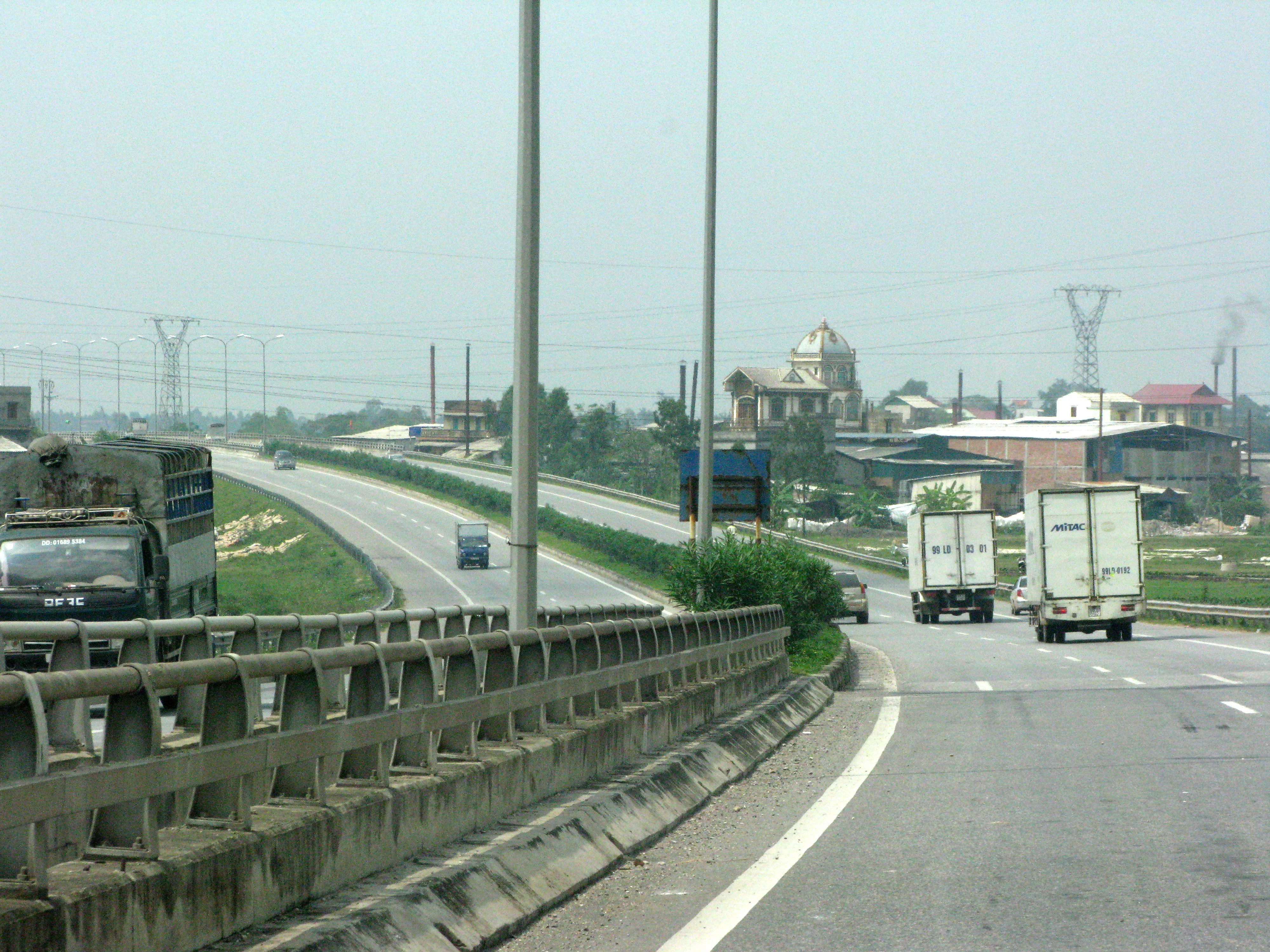
Đường cao tốc Nội Bài-Bắc Ninh
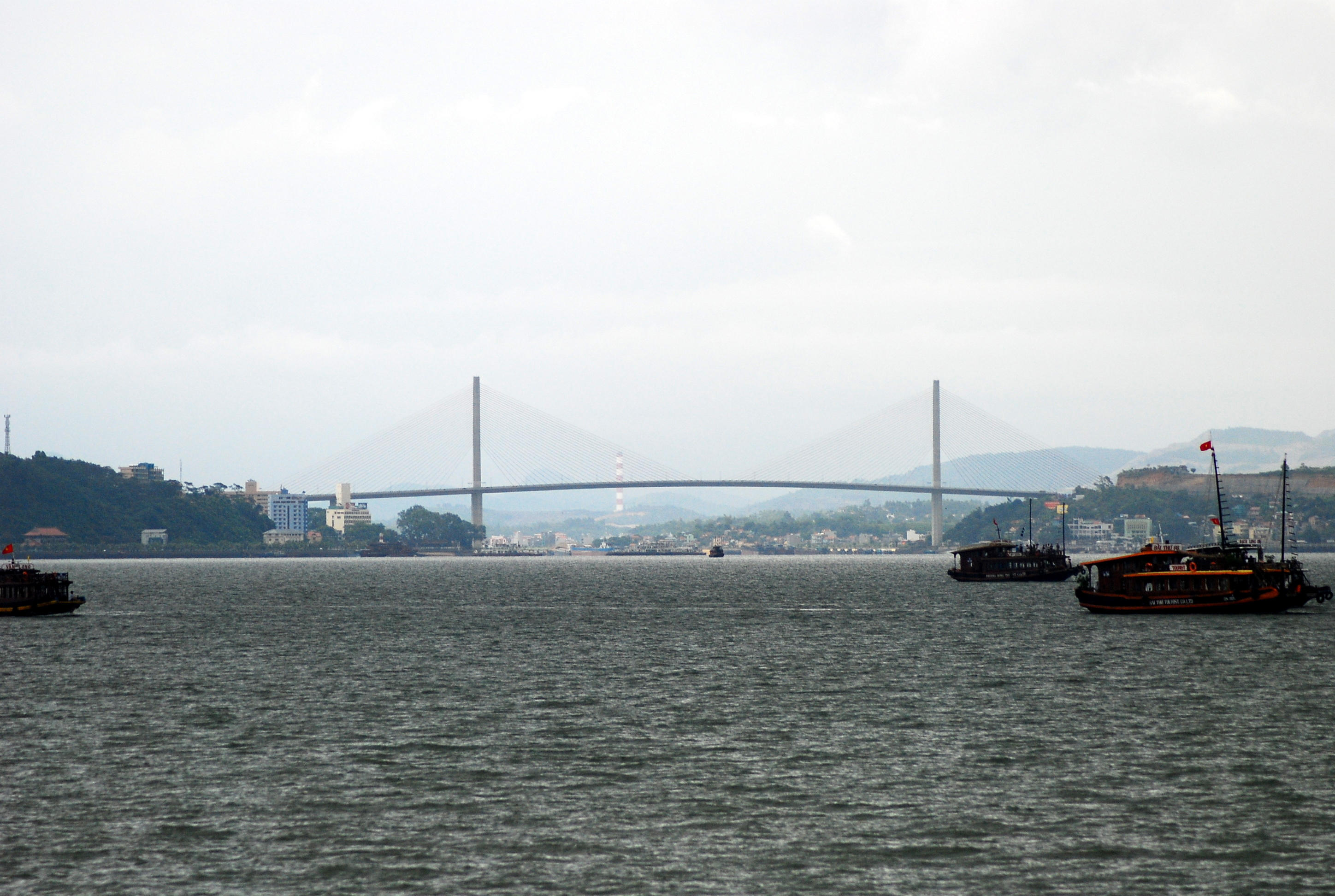
Cầu Bãi Cháy trên quốc lộ 18.
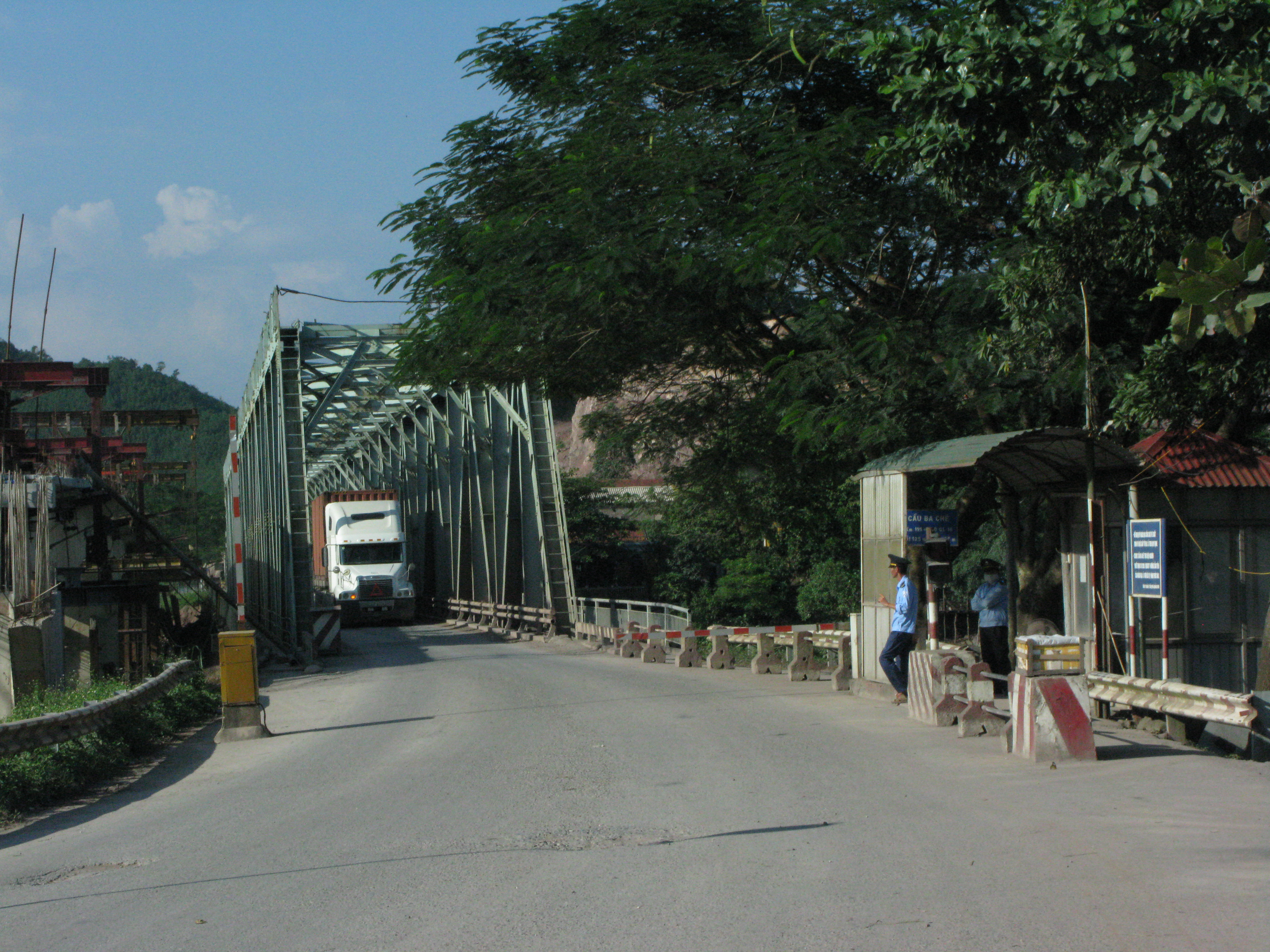
Cầu Ba Chẽ trên quốc lộ 18 ở Cẩm Phả, Quảng Ninh.
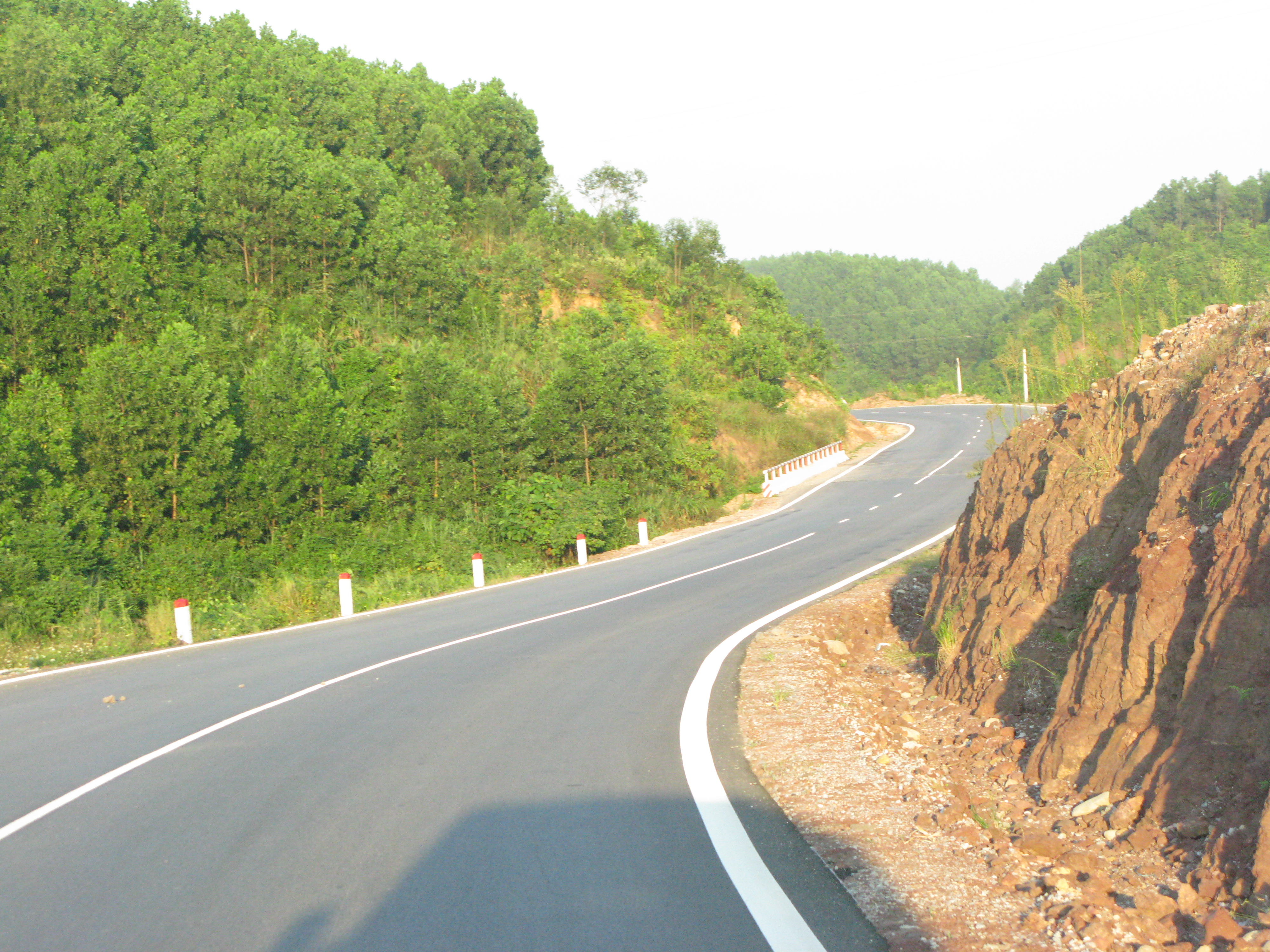
Hải Hà, Quảng Ninh.